# 貝瑟尼 (明尼蘇達州)
貝瑟尼（英語：Bethany）是位於美國明尼蘇達州威諾納縣諾頓鎮區的一個非建制地區。

## 地理
貝瑟尼所處的海拔為高於海平面371米（即1217英呎），而該地所採用的時區為UTC-6，即北美中部時區（CST）。同時該地設有夏令時間，為UTC-6調快一小時，即UTC-5（CDT）。